# Hélium 4
table
L’hélium 4, noté 4He, est l'isotope de l'hélium dont le nombre de masse est égal à 4 : son noyau atomique compte deux protons et deux neutrons pour une masse atomique de 4,002 6 u et un spin 0+. Il est caractérisé par un excès de masse de 2 424,915 keV et une énergie de liaison nucléaire par nucléon de 7 074 keV. Son rayon de charge a pu être estimé expérimentalement à 1,678 24(83) fm. En physique nucléaire, le noyau d'hélium 4 est souvent appelé particule α.
Sur Terre, l'hélium 4 provient de la radioactivité α des éléments lourds présents dans la planète depuis sa formation. Dans les étoiles, il est produit par nucléosynthèse à travers la chaîne proton-proton. De l'hélium 4 s'est également formé par nucléosynthèse primordiale peu après le Big Bang. Il constitue le quart de la matière baryonique de l'Univers.
Des expériences de diffusion d'électrons de haute énergie ont montré que le noyau d'hélium 4 est sphérique avec une distribution de charge électrique qui décroît de manière exponentielle en s'éloignant du centre, où la densité de charge est maximum. Cette symétrie sphérique indique que les deux paires de nucléons qui constituent ce noyau occupent des orbitales nucléaires 1s sphériques qu'elles remplissent entièrement en annulant leurs spins intrinsèques. Cette configuration est particulièrement stable, stabilité à l'origine de nombreuses propriétés de cet isotope. Ainsi, l'énergie de liaison par nucléon est plus élevée pour l'hélium 4 que pour les nucléides voisins dans la carte des nucléides :

L'énergie de liaison par nucléon est plus élevée pour l'hélium 4 que pour les nucléides voisins (l'hélium 4 est ici noté He4 contrairement aux notations habituelles).

Cette particularité explique notamment que 4
2He soit produit en bien plus grande quantité au cours de la nucléosynthèse primordiale et par la chaîne proton-proton que d'autres nucléides tels que le deutérium 2
1D ou l'hélium 3 3
2He. Elle explique également que la radioactivité α, qui émet des noyaux 4
2He, soit bien plus fréquente que la radioactivité de clusters, qui émet des noyaux plus lourds, tels que 12
6C, 14
6C, 24
10Ne, 28
12Mg, etc.